# Прапор Красненького
Пра́пор Красне́нького затверджений 23 січня 2014 р. рішенням № 2 сесії Красненьківської сільської ради.

## Опис
Квадратне полотнище поділене горизонтально на три смуги — зелену, жовту і червону (1:2:1). На центральній смузі розміщені три червоні маки з зеленими стеблами в один ряд.
Автор — І. Д. Янушкевич.